# Dave Beasant
David John Beasant, detto Dave (Londra, 20 marzo 1959), è un ex calciatore britannico, di ruolo portiere.
Era soprannominato Lurch per la sua somiglianza con il maggiordomo della Famiglia Addams.

## Carriera
Iniziò la sua carriera professionistica nei tardi anni settanta e vestì le maglie di molti club inglesi tra cui Newcastle, Chelsea, Southampton, Nottingham Forest e Portsmouth.
Fu il primo portiere a parare un rigore in una finale di FA Cup: nel 1988 neutralizzò il tiro dal dischetto di Aldridge, consentendo al Wimbledon di vincere la coppa a scapito del Liverpool.
Sempre nel 1988 il suo trasferimento al Newcastle United fu un record: in precedenza nessuno aveva mai speso 850.000 sterline per un portiere. Il periodo in bianconero durò solo sei mesi e culminò con il ritorno a Londra, nelle file del Chelsea, con cui collezionò un totale di 157 presenze tra il 1989 e il 1993.
Nella Nazionale inglese ha collezionato due presenze nel 1989: contro Italia e Jugoslavia. Fu il terzo portiere al campionato del mondo 1990, in sostituzione dell'infortunato David Seaman.
Dal 2008 Beasant lavora nella Glenn Hoddle Academy, un'accademia calcistica creata da Glenn Hoddle. Qui ricopre il ruolo di istruttore, specialmente dei portieri.

## Palmarès

### Club

#### Competizioni nazionali
- Third Division: 1

Wimbledon: 1983-1984
- Coppa d'Inghilterra: 1

Wimbledon: 1987-1988
- Second Division: 1

Chelsea: 1988-1989
- Full Members Cup: 1

Chelsea: 1989-1990